# Ullerslev (Nyborg Kommune)
Ullerslev ist eine dänische Kleinstadt mit 2622 Einwohnern (1. Januar 2023) auf der Insel Fyn (deutsch Fünen). Ullerslev war das Verwaltungszentrum der ehemaligen Ullerslev Kommune.

## Geografie
Ullerslev liegt im Norden der Nyborg Kommune im Kirchspiel Ullerslev Sogn auf der Ostseite der Insel Fyn. Der Ort befindet sich (Luftlinie) circa 10 km nordwestlich von Nyborg, 10 km südlich von Kerteminde und 18 km östlich der Innenstadt der Großstadt Odense.
Das Bebauungsgebiet erstreckt sich auf einer Höhe von 6 m.o.h. bis 24 m.o.h. in leicht hügeligem Terrain.

## Geschichte
Erstmals erwähnt wurde der Ort im Jahre 1320 unter dem Namen Vlwersleff.
Mit dem Bau eines Bahnhofes 1865 etwa einen Kilometer südlich des Besiedlungsgebietes rund um die Kirche siedelten sich dort ebenfalls Häuser an und das Dorf teilte sich in zwei besiedelte Teile, genannt Gammel Ullerslev und Ullerslev Stationsby. Durch die Zuganbindung siedelte sich schnell Handwerk und Dienstleistung rund um den Bahnhof an. Um die Jahrhundertwende verlor der Bahnhof aufgrund einer Direktverbindung von Kerteminde nach Odense an Bedeutung. Der Ort hingegen wuchs weiter. 1950 wurde die Einwohnerzahl mit 390 beziffert. 1952 waren beide Ortsteile zusammengewachsen.

Im Jahre 1964 wurde die Ullerslev Kommune gebildet, deren Verwaltungszentrum Ullerslev war. Als eine weitere Reform am 1. Januar 2007 in Kraft tritt, wurde die Ullerslev Kommune in die Nyborg Kommune eingegliedert und Ullerslev verlor den Status als Kommunalsitz. 

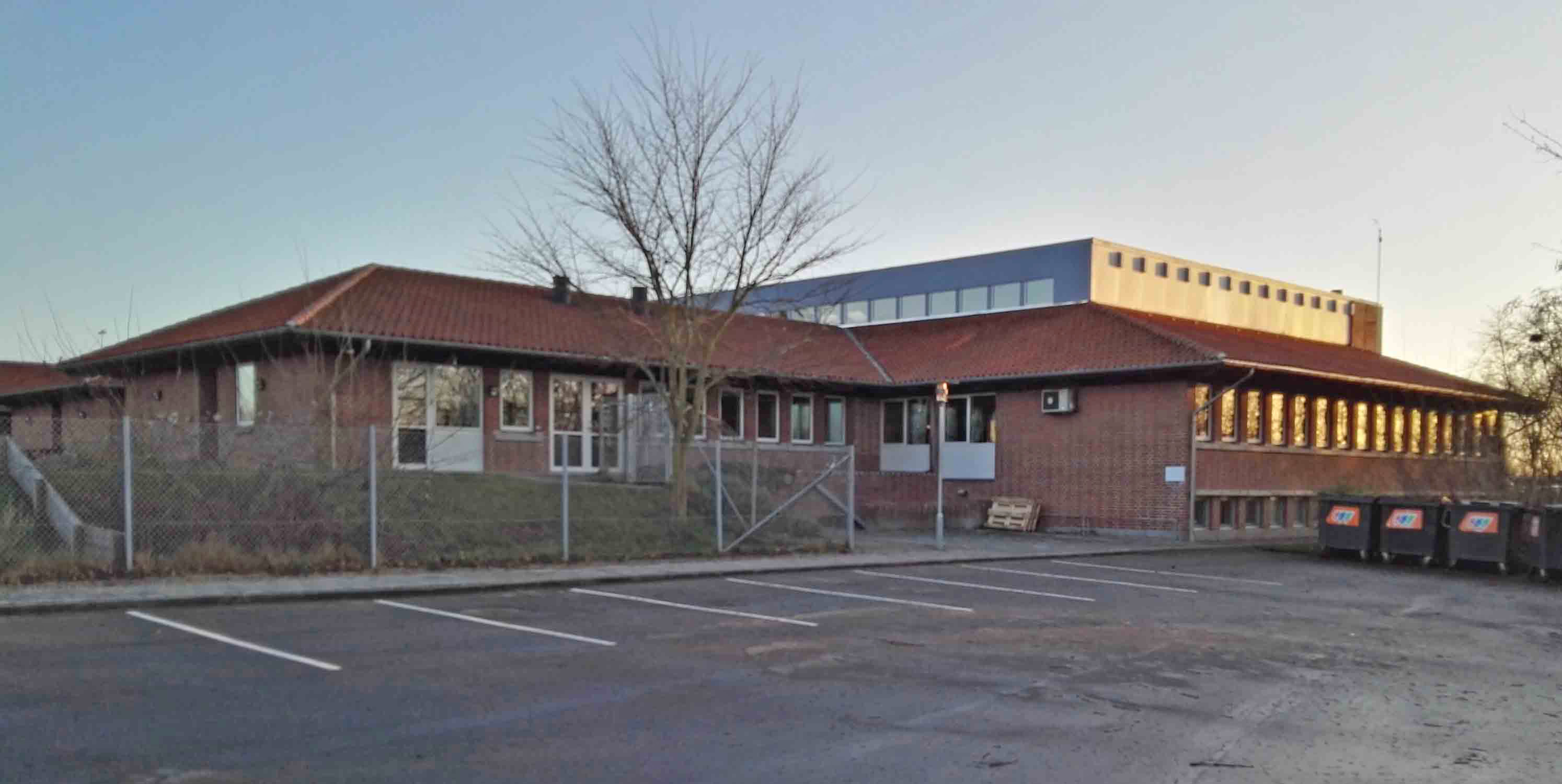
Ehemaliges Rathaus der Ullerslev Kommune

## Kirche
Die Ullerslev Kirke wurde errichtet um das Jahr 1150. Das Kirchenschiff, der Chor und die Apsis stammen aus dieser Zeit und sind im romanischen Stil aus Felsbrocken auf einem Granitsockel gebaut. Der Westturm wurde im späten Mittelalter gebaut, das Waffenhaus kam später hinzu. Der Innenraum der Kirche ist teilweise mit Kalkmalereien und Schriften verziert.

## Verkehr
1865 wurde in Ullerslev ein Bahnhof gebaut, welcher mit der Eröffnung der Bahnstrecke Dronning Louises Bane mit dem Streckenverlauf von Nyborg über Odense nach Middelfart am 7. September 1865 in Betrieb genommen wurde. 1973 wurde das Bahnhofsgebäude geschlossen und 1975 abgerissen, der Bahnhof wurde zu einem Haltepunkt herabgestuft. Die Bedienung des Bahnhofes im Personenverkehr wurde 1979 eingestellt, er besteht als „Technische Station“ weiter.
Die Autobahn Fynske Motorvej, Teil der Europastraße 20, verläuft etwa 2 km südlich von Ullerslev. Durch den Ort in Ost-West-Richtung verläuft die Sekundærrute 160, welche von Odense nach Nyborg führt. Die in Nord-Süd-Richtung den Ort durchlaufende Sekundærrute 315 verbindet diesen unter anderem mit Kerteminde. Durch den Linienbusverkehr ist Ullerslev angebunden an u. a. Odense, Nyborg und Kerteminde.